# Голям бариерен риф
Големият бариерен риф (на английски: Great Barrier Reef) е най-голямата в света система от коралови рифове и острови, съставена от над 2 900 отделни рифа и 900 острова, разположени в Коралово море край североизточния бряг на Австралия в ивица с дължина 2300 km и площ около 344 400 km².
Големият бариерен риф може да се види с просто око от Космоса и е най-голямата отделна структура на Земята, създадена от живи организми. Той е съставен и изграден от милиарди малки организми, известни като коралови полипи. Рифът поддържа голямо биоразнообразие и е включен в Списъка на световното наследство през 1981 година. CNN го обявява за едно от Седемте природни чудеса на света, а Куинсландският национален тръст го определя като емблема на щата Куинсланд.
Голяма част от рифа е защитена от Морския парк на Големия бариерен риф, който ограничава въздействието на човешките дейности, като риболов и туризъм. Други екологични заплахи за рифа и неговата екосистема са изливането на повърхностни води от сушата, промяната в климата, съпътствана с обезцветяване на коралите, и периодичните скокове в популацията на морската звезда трънен венец. Според изследване от 2012 година след 1985 година рифът е загубил повече от половината от своята коралова покривка, а през 2016 година е установено, че обезцветяването е обхванало значителни области от северните части на рифа.
Големият бариерен риф е познат и се използва от столетия от аборигените и е важна част от културата и духовността на местните общности. Благодарение на голямото биоразнообразие, топлите води и лесния достъп за живеещите по корабите, кораловият риф е и много популярна туристическа дестинация, особено в областта на островите Уитсънди и град Кернс. Туризмът е важен за икономиката на региона, създавайки над 3 милиарда австралийски долара годишни приходи.

## Геология и география
Големият бариерен риф е обособена структура на Голямата вододелна планина, като включва и по-малките острови Мъри. Той достига до Торесовия пролив (между Брамбъл Кей, най-северния остров на рифа, и южните брегове на Нова Гвинея) на север до безименния проток между островите Лейди Елиът (най-южният остров на рифа) и Фрейзър на юг. Остров Лейди Елиът се намира на 1 915 километра югоизточно от Брамбъл Кей.
Теорията за тектоника на плочите показва, че през неозоя Австралия се придвижва на север със 7 сантиметра в година. Източна Австралия преминава в миналото през период на тектонично издигане, което измества вододела в Куинсланд с 400 километра навътре в сушата, което е съпътствано с вулканични изригвания и формиране на централни и щитови вулкани и базалтови потоци. Някои от тях се превръщат във вулканични острови. След формирането на басейна на Коралово море в него започват да израстват коралови рифове, но допреди 25 милиона години северната част на Куинсланд се намира в умерени води южно от тропиците – твърде хладни, за да е възможен растеж на корали. Историята на развитието на Големия бариерен риф е сложна – след като Куинсланд се придвижва в тропически води, тя се влияе основно от растежа и намаляването на рифовете в резултат на промени в морското равнище.
Рифовете могат да нарастват в диаметър с 1 до 3 сантиметра в година, а вертикално – с 1 до 25 сантиметра годишно, но могат да растат само на дълбочина до 150 метра, заради нуждата им от слънчева светлина, и не могат да растат над морското равнище. Когато Куинсланд навлиза в тропически води преди 24 милиона години, започва известен растеж на корали, но скоро ерозията на Голямата вододелна планина създава режим на отлагане на седименти, създавайки речни делти, морски отложения и турбидити, които се непригодни за коралите. Преди 10 милиона години морското равнище значително намалява, което допълнително засилва отложенията. Преди 400 хиляди години особено топлият междуледников период повишава нивото на морето и променя температурата на морската вода с 4 °C.
Областта, образувала субстрата на днешния Голям бариерен риф, е някогашна крайбрежна низина, формирана от ерозионни отложения от Голямата вододелна планина с отделни по-големи хълмове (повечето то тях остатъци от по-стари рифове или в редки случаи – от вулкани). Известни са отделни отложения на коралови структури на възраст половин милион години, а най-старите са на около 600 хиляди години. Смята се, че съвременната жива структура на рифа започва да расте върху старата основа преди около 20 хиляди години, по време на Последния ледников максимум, когато морското ниво е със 120 метра по-ниско, отколкото в наши дни. Остатъци от древен бариерен риф, подобен на Големия бариерен риф, са запазени край бреговете на Кимбърли в Западна Австралия.
В периода, започнал преди 20 000 години и завършил преди 6 000 години, морското равнище се повишава устойчиво в целия свят. При тези условията коралите могат да растат по-високо по потопените крайбрежни възвишения на крайбрежната низина. Преди около 13 000 години нивото на морето е само 60 метра под съвременното и коралите започват да ограждат тези възвишени, които по това време са се превърнали в континентални острови. След като морското равнище продължава да се покачва, тези острови остават изцяло под водата, а коралите вече могат да надраснат потопените хълмове. Нивото на морето не се променя съществено през последните 6 000 години. Възрастта на съвременните живи структури на рифа се оценява на 6 000 до 8 000 години. Плитководните рифове, които могат да се видят на въздушни фотографии и спътникови снимки, заемат площ от 20 679 квадратни километра, към 80% от които са формирани върху варовикови платформи, останали от минали фази на растеж на рифа.
Зоната на световното наследство на Големия бариерен риф е разделена на 70 биорегиона, от които 30 са рифови биорегиони. В северната част на Големия бариерен риф са образувани лентови и делтови рифове, каквито няма в останалата част от рифовата система. В нея няма атоли, а рифовете, свързани с континента са редки. Периферните рифове са широко разпространени, но са по-чести в южните части, свързани с вулканични острови, например островите Уитсънди. Лагунните рифове се срещат както на юг, така и в по-северните части, край бреговете на Залива на принцеса Шарлот. Сърповидните рифове са типични за средните части на системата, например около остров Лизард, но също и в най-северните части. Равнинни рифове има в северните и южните части, край полуостров Кейп Йорк, Залива на принцеса Шарлот и Кернс, като повечето острови са формирани върху равнинни рифове.
Уязвимостта на коралите се обяснява със строго ограничения на параметрите на околната среда. Температурата на водата не трябва да е по-ниска от 17,5 °C (идеалната температура е 22 – 27 °C) – това обяснява защо Големия бариерен риф не се разпространява по на юг от Тропика на Козирога. Водата, в която растат коралите, трябва да бъде с определена соленост, затова бариерния риф се ограничава до границите на Нова Гвинея, където река Флай внася в океана голямо количество сладка вода. Основно бариерният риф е формиран от твърди корали, като структурата му се определя от карбонатни скелети. Типични видове твърди корали са гъбовидните корали, типът „еленови рога“ и др.
Основната част от рифа се състои от повече от 2900 отделни рифове с размери от 0,01 до 100 km², които са обкръжени от около 540 бариери, образуващи повече от 600 прибрежни острова, включвайки 250 континентални острови.
Между Големия бариерен риф и прибрежието се простира лагуна. Този плитководен район рядко превишава 100 m дълбочина, покрит от мътен слой, защитен от прибрежни рифове. От страна на морето склоновете на рифа рязко спадат на 1000 m под морското равнище. Рифът от тази страна е подложен на влиянието на вълните и ветровете.
Растежът на коралите в Големия бариерен риф е най-бърз, докато на местата, където вълните и температурата достигат екстремални стойности, рифовете губят най-голямо количество строителен материал. Голяма част от свободния материал запълва рифовете и образува нови скали, като на рифа протичат постоянни, сменящи се един друг процеси на разрушаване и последващо възстановяване.

## Екология
Големият бариерен риф е най-голямата в света екосистема, представляваща колония от коралови полипи. Тя поддържа голямо биоразнообразие, включващо множество уязвими и застрашени видове, някои от които са ендемични за рифовата система.
Развитието на екосистемата на рифа зависи от условията, заложени в плитководните, богати на слънчева светлина, води в прибрежието. Над повърхността се издигат коралови острови, формирани за милиони години от останките на кораловите полипи. Тук живеят повече от 400 вида корали. По-голямата част от тях са твърди корали – гъбовидни корали, мозъкообразни корали и така наречените „еленови рога“. Окраската на тези корали може да варира от червен до тъмножълт. Срещат се меки корали, при които отсъства карбонатен скелет, вместо него в неговите тъкани има малки твърди кристални структури, наречени склерити.
Тридесет вида китове, делфини и морски свине обитават Големия бариерен риф, включително южният малък ивичест кит, китайският бял делфин и гърбатият кит. Там живеят и големи популации от дюгони. Рифът е обитаван от над 1500 вида риби, сред които риби клоуни, Lutjanus bohar, Lethrinops lethrinus, Plectropomus laevis и различни видове Lutjanidae. В топлите води с дълбочина до 50 метра се срещат седемнадесет вида морски змии, по-често в южните части, но те не са ендемични на рифа, нито са застрашени.

## История
Предполага се, че хората са познавали Големия бариерен риф още преди 40 хиляди години, когато в Австралия се появяват предците на коренното население на Австралия. Пръв от съвременните европейци с Големия бариерен риф се запознава случайно британският изследовател капитан Джеймс Кук, който в 11 часа вечерта на 11 юни 1770 г. засяда с „Индевър“ върху коралов риф, който разпаря дъното на кораба. Принуждава се да изхвърли през борда шест топа с шест комплекта гюлета, за да освободи кораба. През 1969 г. експедиция на филаделфийската академия на естествените науки намира напълно запазени топовете и гюлетата с изключение на дървените лафети. По това време Кук се запознава и с местните аборигени – тъмнокожи, ниски на ръст хора. За тях Кук казва: „Ако се съди по това, което казах, някой може да добие впечатлението, че туземците в Нова Холандия са най-нещастните същества на Земята. Всъщност те са много по-щастливи от нас, европейците; като нямат представа не само за излишествата, но и за необходимите удобства, за които така се борят в Европа, те живеят в блажено неведение.“ Още през 1606 г. испанецът Торес броди по тези води, обаче сведенията му са засекретени от испанската корона. През 1764 г. в Мадрас Далримпъл намира в книжата на английски моряк, посещавал често столицата на Филипините Манила, паметни бележки на испанския адвокат Хуан Луис Ариас, адресирани до краля на Испания Филип III за открития от Торес проток, отделящ Нова Холандия от Нова Гвинея.
През 1815 г. Чарлз Джефрис успява пръв да премине през целия бариерен риф откъм страната на сушата, но едва през 1840 г. е по-подробно картиран и изучен. Едва в края на 19 век Големия бариерен риф е подробно изследван във връзка с експорта на перли и морски краставици, добивани на рифа.

## Туризъм
Възможността да видят подводния свят на Големия бариерен риф привлича хора от всички краища на света. Над рифовете плават голям брой кораби за развлечение със специални наблюдателни прозорци.
Големият бариерен риф е обявен за морски парк, а през 1981 г. е включен в списъка със световното наследство на ЮНЕСКО. Цялата акватория и островите са разделени на шест зони на достъп. Зоната с най-строг контрол е запазена за научни изследвания. Най-достъпната е тази за общо използване, като в нея е разрешено траленето, навигация и други форми на умерена експлоатация на природните ресурси, като например туризъм, продажба на корали и други.
Въпреки това, екосистемата на Големия бариерен риф е толкова уязвима, че по цялото ѝ протежение са забранени всякакви добивни работи, добива на нефт и газ, както и търговския подводен риболов, без значение със или без акваланг.
Туристите могат да посетят само някои специално подбрани за това острови. Цената на туристическите обиколки зависи от нивото на осигурените удобства. Островите Лизард и Хайман например са приравнени към петзвездни хотели и разходката до тях не е евтина, а на островите Уайтсъндейс и Норт-Мол, срещу малка такса може да се опъне палатка на предварително определени места. Пристигайки на даден остров, посетителите трябва да спазват строги правила. Под водата туристите нямат право да пипат рифовете и надзирателите обясняват на посетителите как да се насладят на гмуркането, без да увредят околната среда. Тъй като на Големия бариерен риф има само няколко населени острова, съществуват затруднения в осигуряването на подслон за постоянно нарастващия поток от туристи.

## Разрушаващи фактори
Огромни щети върху крехкото равновесие на кораловите рифове нанасят тропическите урагани. Немалка вреда нанасят и други природни фактори, в това число периодичната свръхпопулация на морската звезда „трънен венец“, хранеща се с коралови полипи. В началото на 1980-те години тези хищници нанасят силни опустошения върху Големия Бариерен риф.
В наши дни кораловите рифове страдат предимно от дейността на човека, включително и от масовия туризъм. С развитието на туристическата инфраструктура неизбежно се замърсяват прибрежните морски води. В тази връзка акваторията на Големия бариерен риф е разделена на шест зони на достъп. Най-строго охраняваната зона е предназначена за научни изследвания. Най-разрешената зона е за общо ползване, включително тралене и умерена експлоатация на природните ресурси.
С глобалното затопляне е свързана още една голяма опасност за оцеляването на рифовете – обезцветяването. Този процес е един от най-разпространените и малко изучен проблем на кораловите рифове. При повишаване температурата на водата дори с един градус над обикновеното, обитаващите в полипите водорасли загиват. Повредата на коралите изселва зооксантелите (симбиозни водорасли), които им придават ярка окраска. В резултат на това в колониите се образуват бели участъци. Тези участъци обаче не са лишени напълно от водорасли. В някои случаи е възможно частично възстановяване или появата на нови видове зооксантели. Установено е, че обезцветените колонии не растат и по-лесно се разрушават от вълновата дейност на океана. Мащабно обезцветяване се случва заради Ел Ниньо през 1997 – 1998 г., което явление предизвиква продължително затопляне на повърхностните слоеве на океана, повишавайки температурата им с около 1,5 °C.
Масовото обезцветяване на коралите от Големия бариерен риф продължава. Изследване от пролетта на 2016 г. показва, че 93% от това чудо на природата вече е засегнато от тази катастрофална промяна.